# 现代汉语词典
《現代漢語詞典》是中華人民共和國的第一部普通話詞典，由中國社會科學院語言研究所詞典編輯室編寫，其編輯主任為呂叔湘與丁聲樹，商務印書館出版（外语教学与研究出版社亦出版了第4版的汉英双语版），在中國大陸語言界具有權威地位。
詞典的重點放在現代常用的漢語詞語，也會為字作解釋。編寫過程中會加入新的詞彙，淘汰不常用的詞彙。
《新華字典》是該編輯室參與修訂的另一部著名辭書，两部辭書在中國大陸語言界分屬「字」與「詞」的權威。

## 版本
| 版本            | 发行时间   | 词条数量 | 书号                   |
| --------------- | ---------- | -------- | ---------------------- |
| 试印本          | 1960年     | 不明     | -                      |
| 试用本          | 1965年     | 5.3萬條  | -                      |
| 第1版           | 1978年12月 | 5.6萬條  | 统一书号 17017-91      |
| 第2版           | 1983年1月  | 5.6萬條  | ISBN 7-100-00044-0     |
| 第3版（修订本） | 1996年7月  | 6萬條    | ISBN 978-7-100-01777-0 |
| 繁體字 第1版    | 2001年7月  |          | ISBN 962-07-0211-5     |
| 第4版（增补本） | 2002年5月  | 6.1萬條  | ISBN 978-7-100-03477-7 |
| 第5版           | 2005年6月  | 6.5萬條  | ISBN 978-7-100-04385-4 |
| 第6版           | 2012年6月  | 6.9萬條  | ISBN 978-7-100-08467-3 |
| 第6版纪念版     | 2012年11月 | 6.9萬條  | ISBN 978-7-100-09354-5 |
| 第7版           | 2016年9月  | 7.0萬條  | ISBN 978-7-100-12450-8 |
| 第7版纪念版     | 2017年12月 | 7.0萬條  | ISBN 978-7-100-14935-8 |
| 第7版珍藏本     | 2019年9月  | 7.0萬條  | ISBN 978-7-100-17823-5 |

另外，2002年11月，外语教学与研究出版社曾以2002年增补本（即第4版）《现代汉语词典》为基础，出版了《现代汉语词典（汉英双语版）》（ISBN 9787560031951）。

### 繁體版
香港商務印書館2001年出版，收詞6萬餘條，詞條於漢語拼音外增標國語注音。
- 《現代漢語詞典（繁體版）》ISBN 9789620702112
- 《現代漢語詞典－繁體版光碟》ISBN 9789620702143

### 手机应用
《现代汉语词典》的手机应用版本于2019年8月22日在第26届北京国际图书博览会上发布。该应用在全貌呈现《现代汉语词典》（第7版）内容的基础上，还依据《新华同义词词典》《新华写字字典》《通用规范汉字字典》等辞书内容开发了同义词反义词（10000多组）、同义词辨析（3000多组）、汉字动态标准笔顺（3500字）、字级等增值服务，同时邀请前央视新闻主播李瑞英制作了全词典69000个字词的标准普通话音频。

## 争议
2005年出版的《现代汉语词典》第5版定义同性恋为：“同性别的人之间的性爱行为”，与该词真实含义（一种性取向）仍有较大差异。2012年6月出版的《现代汉语词典》第6版中，没有将“同性恋”之义收录在“同志”一词下。香港科技大学社会学教授丁学良认为，这是因为“同志”这种代称是有对中国政治用语的一种调侃。
中国社会科学院哲学研究所研究员李敏生等学者称，《现代汉语词典》第6版中“西文字母开头的词语”，涉嫌违反了《中华人民共和国国家通用语言文字法》、国务院《出版管理条例》（国务院第594号令）等法规中“汉语文出版物应当符合国家通用语言文字的规范和标准”等规定。这种把英语词汇作为正文，用英文替代汉字的行为，被指是汉字拉丁化百年以来对汉字最严重的破坏，将会产生现实的不良作用和长远的负面影响。出版商商务印书馆则认为这样做只是查找方便，并指出国务院办公厅秘书局在2010年的一个文件规定，对于国家权威机构编写的汉语词典中收录的字母词，没有对应汉语译名的，完全可以收录。

### 引用
1. ↑  .   [2019-08-26]. （原始内容存档于2019-08-23）.
2. ↑  .   [2015-06-11]. （原始内容存档于2015-08-18）.
3. ↑  .   [2012-08-28]. （原始内容存档于2014-03-05）.
4. ↑  . 凤凰网. 2012年8月29日  [2012-08-30]. （原始内容存档于2012-08-29）.

## 外部連結
- 官方网站
- 新版《现代汉语词典》增收"摇号""宅"等3000多条词语
- 3,000 New Entries Added to the Most Popular Chinese Dictionary（页面存档备份，存于）
- 《现代汉语词典》iOS版（页面存档备份，存于）
- 现代汉语词典2002年增补本